# Ford Crestline
Pour un article plus général, voir Ford 1952.
La Ford Crestline est une automobile qui a été produite par Ford aux États-Unis pour les années modèles 1952 à 1954 dont elle constitue la version haut de gamme.

## Ford Crestliner (1950-1951)

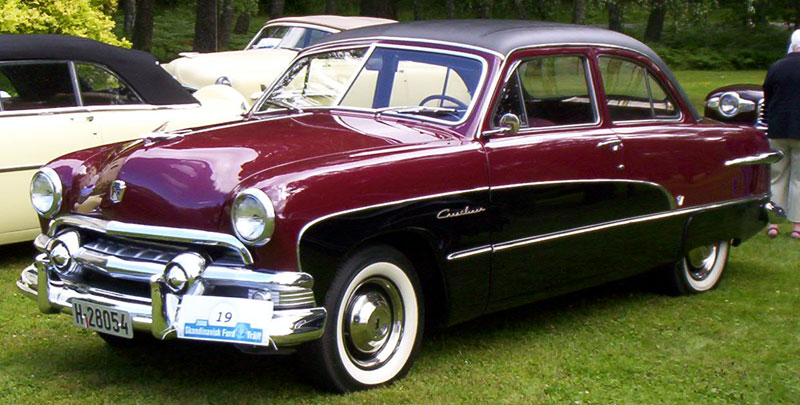
Ford Crestliner 1951.

La génération précédente (1949-1951) ne comportait que deux modèles : Standard et Deluxe en 1949. En 1950, Ford met au point son nouveau logo « crest », renomme ses modèles Deluxe et Custom Deluxe et introduit une version de cette dernière (uniquement en berline deux portes) appelée Ford Crestliner. Peintes en deux tons avec une toiture en vinyle, elles tentent de concurrencer les hardtops du concurrent General Motors, notamment la Chevrolet Bel Air, et disparaîtront du catalogue à la mi-1951 peu après le lancement des hardtops Victoria. Leur nom sera toutefois ressuscité par les Ford Crestline.

## 1952
La Crestline a été présentée en tant que niveau de finition supérieur de la gamme Ford de 1952, au-dessus de la Customline intermédiaire et de la Mainline de base. Elle était proposée en versions Victoria, Sunliner et Country Squire dont les styles de carrosserie sont à toit rigide 2 portes, cabriolet 2 portes et break 4 portes respectivement. Les Crestline n'étaient offertes qu'avec un moteur V8 « à tête plate » de 3 920 cm3.

## 1953
La Crestline a été mise à jour avec des changements mineurs de style et de finition pour 1953. Elle a conservé sa position de niveau de finition supérieur dans la gamme Ford, tandis que les styles de carrosserie et la disponibilité du moteur sont également restés inchangés.

## 1954
Pour 1954, la Crestline a de nouveau été mise à jour avec des changements mineurs de style et de finition. Les versions Fordor Sedan et Skyliner ont été ajoutées, cette dernière étant un toit rigide à 2 portes avec un panneau transparent teinté dans la partie avant du toit. Nouveaux moteurs six cylindres en ligne de 3 650 cm3 et V8 à soupapes en tête de 3 920 cm3.

La Crestline a été remplacée par la Ford Fairlane dans la gamme Ford de 1955.

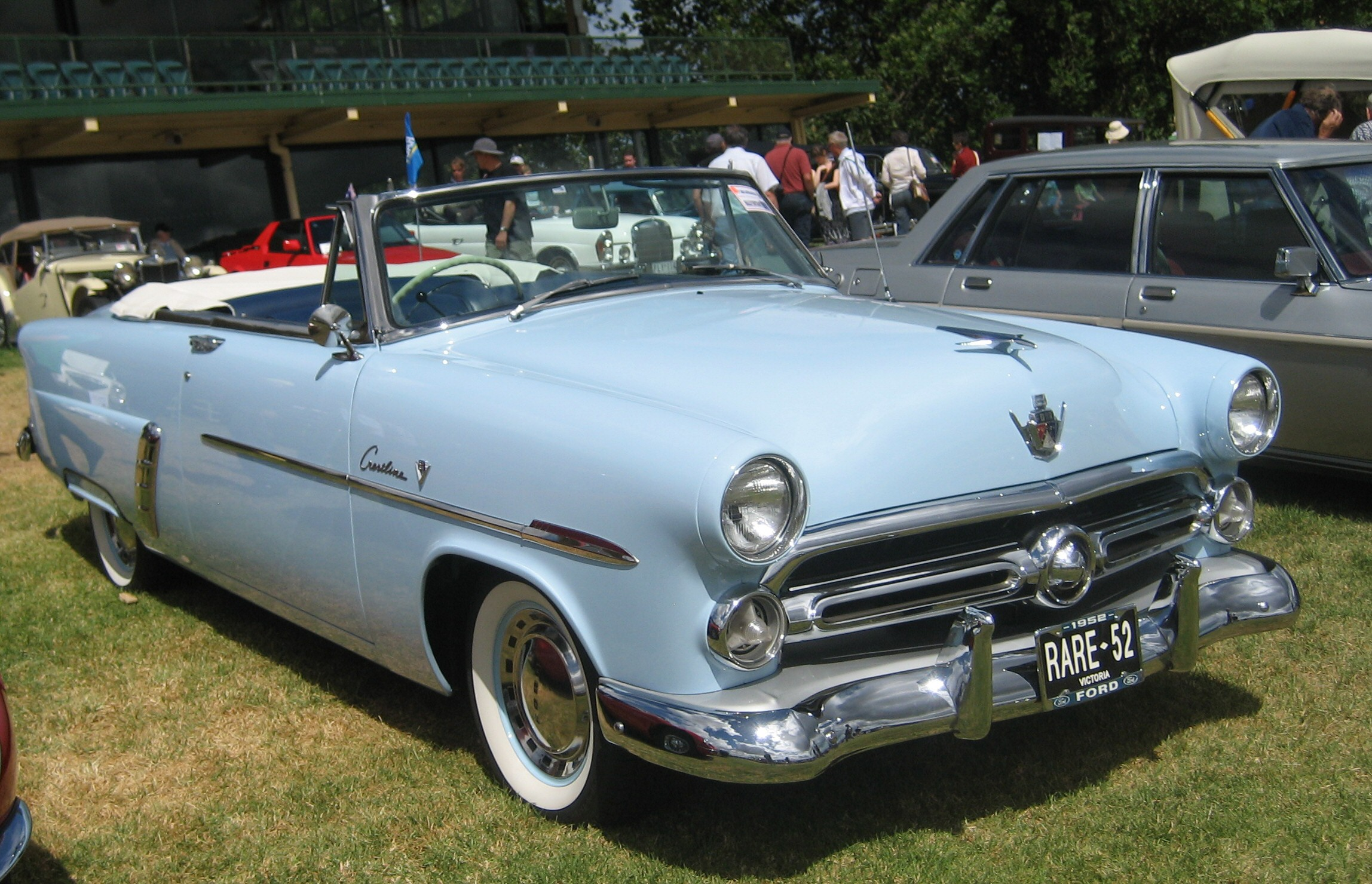
Cabriolet Sunliner de 1952.
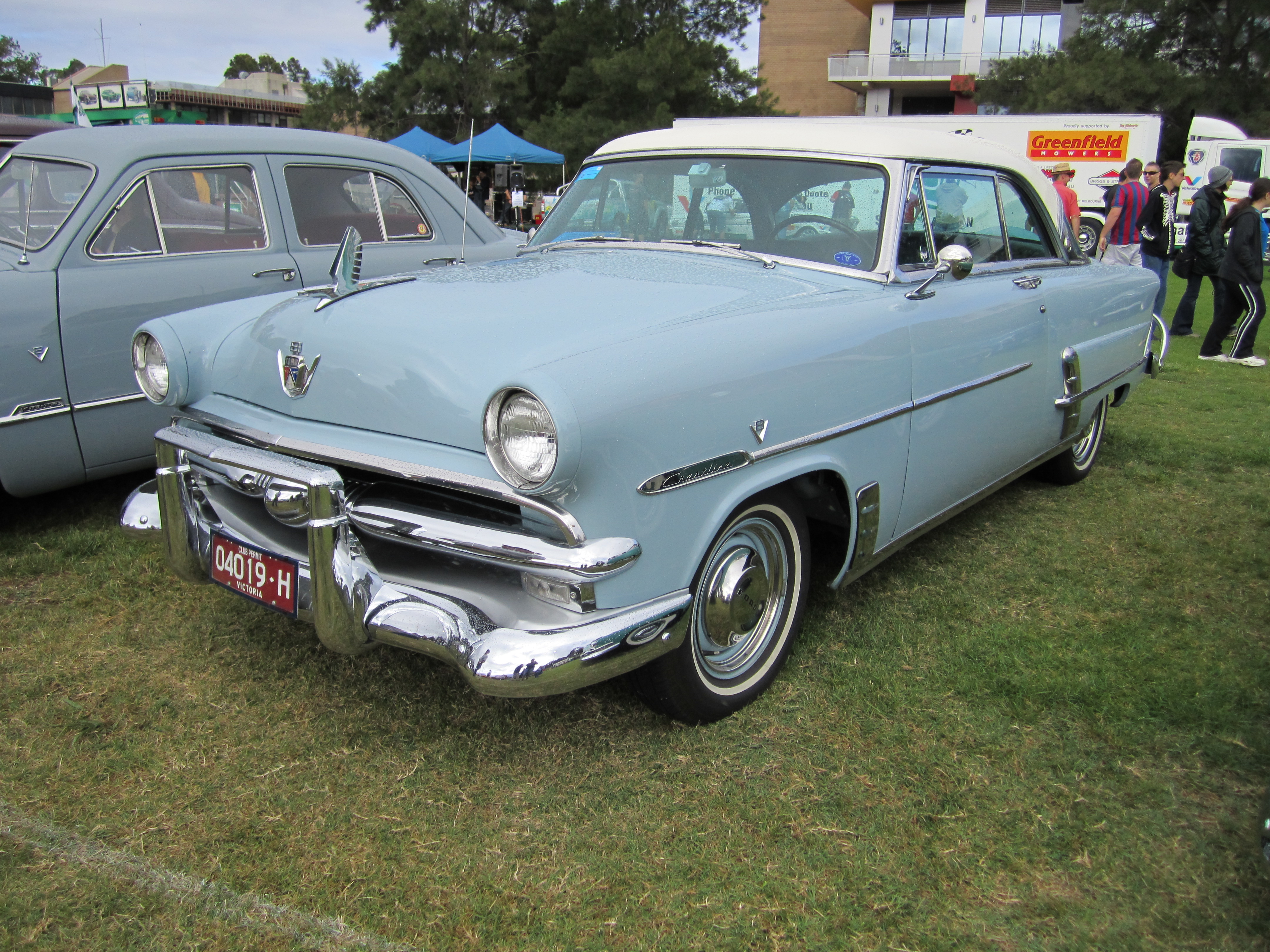
Coupé Victoria de 1953.
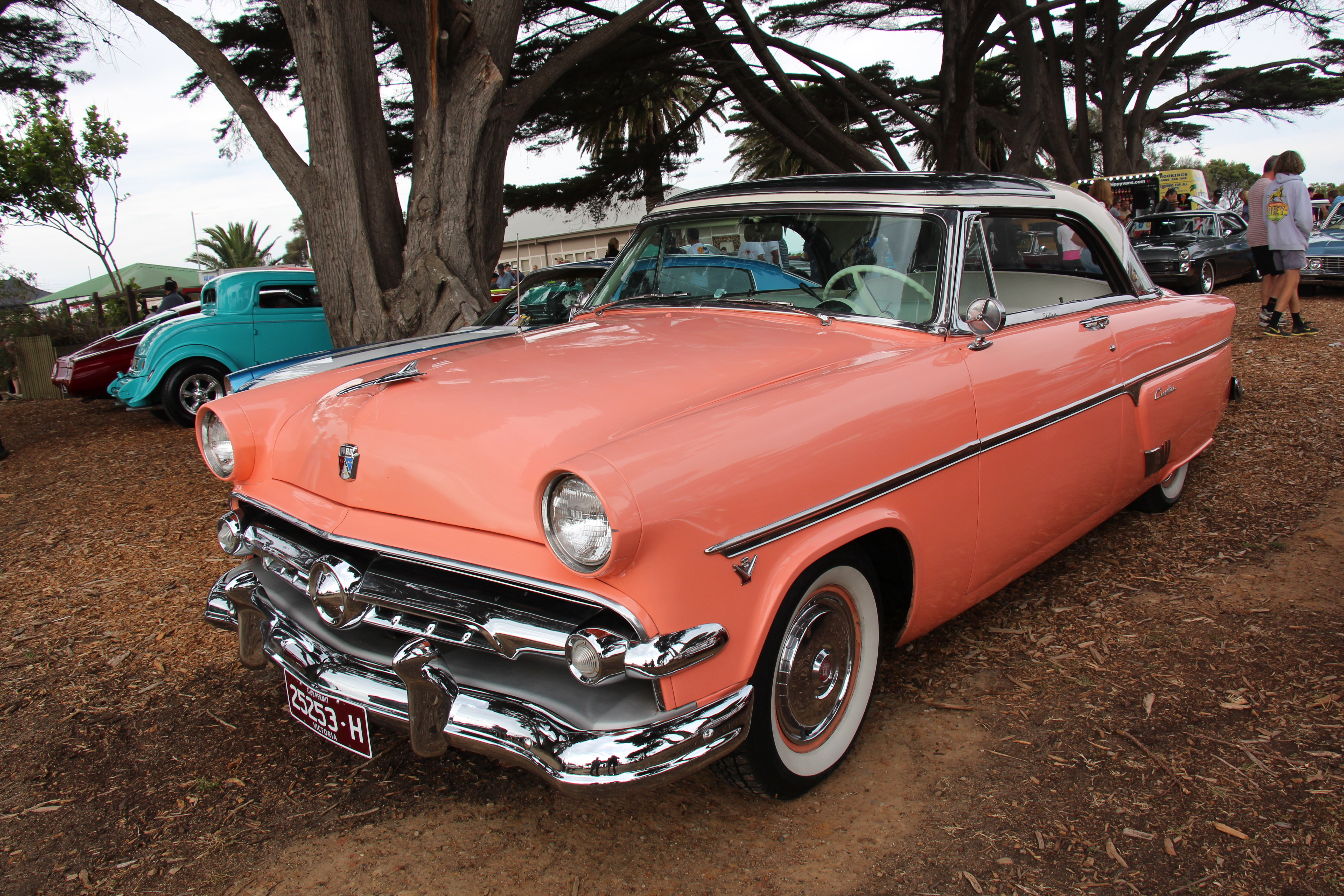
Version Skyliner de 1954.
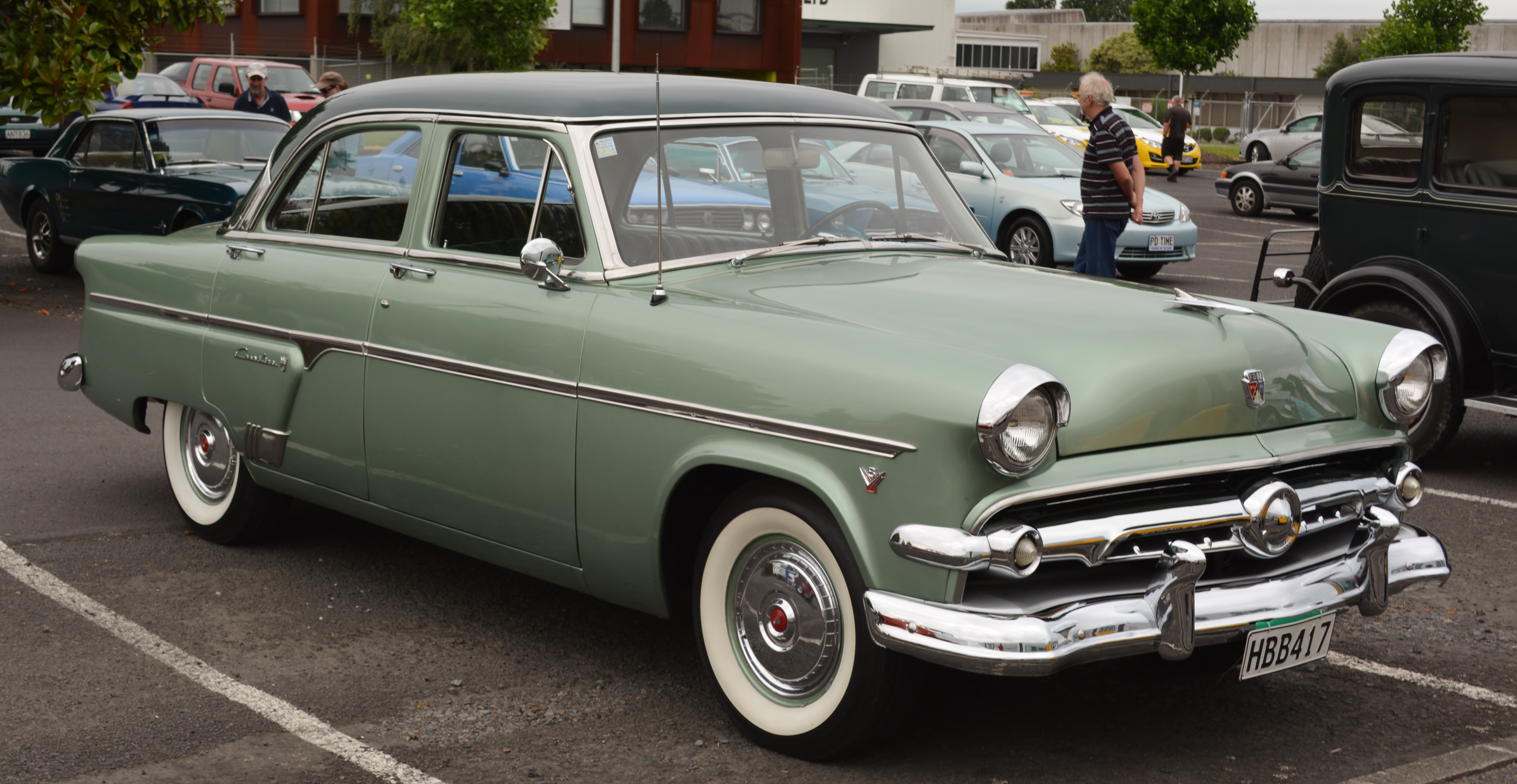
Berline quatre portes de 1954.